# Pentóxido de tántalo
El pentóxido de tántalo, también conocido como óxido de tántalo (V), es un compuesto inorgánico de fórmula Ta2O5. Es un sólido blanco insoluble en todos los disolventes, pero atacado por las bases fuertes y el ácido fluorhídrico. Ta2O5 es un material inerte con un alto índice de refracción y baja absorción (es decir, incoloro), lo que lo hace útil para revestimientos.También se utiliza mucho en la producción de condensadores, debido a su alta constante dieléctrica.

## Preparación

### Presencia
El tántalo se encuentra en los minerales tantalita y columbita (columbio es un nombre arcaico para el niobio), que aparecen en pegmatitas, una formación de roca ígnea. Las mezclas de columbita y tantalita se denominan coltán. Los minerales microlita y pirocloro contienen aproximadamente 70% y 10% de Ta, respectivamente.

### Refinado
Los minerales de tantalio suelen contener cantidades significativas de niobio, que a su vez es un metal valioso. Ambos metales se extraen para su venta. El proceso general es hidrometalúrgico y comienza con una etapa de lixiviación, en la que el mineral se trata con ácido fluorhídrico y ácido sulfúrico para producir fluoruros de hidrógeno solubles en agua, como el heptafluorotantalato. Esto permite separar los metales de las distintas impurezas no metálicas de la roca.
(FeMn)(NbTa)2O6 + 16 HF → H2[TaF7] + H2[NbOF5] + FeF2 + MnF2 + 6 H2O
A continuación, los hidrofloruros de tántalo y niobio se eliminan de la solución acuosa mediante extracción líquido-líquido utilizando disolventes orgánicos, como ciclohexanona o metil isobutil cetona. Esta etapa permite eliminar fácilmente diversas impurezas metálicas (por ejemplo, hierro y manganeso) que permanecen en la fase acuosa en forma de fluoruros. La separación del tántalo y el niobio se consigue entonces mediante el ajuste del pH. El niobio requiere un mayor nivel de acidez para permanecer soluble en la fase orgánica y, por tanto, puede eliminarse selectivamente mediante extracción en agua menos ácida. A continuación, la solución de fluoruro de hidrógeno de tántalo puro se neutraliza con amoniaco acuoso para obtener óxido de tántalo hidratado (Ta2O5(H2O)x), que se calcina para obtener pentóxido de tántalo (Ta2O5), tal como se describe en estas ecuaciones idealizadas:
H2[TaF7] + 5 H2O + 7 NH3 → 1/2 Ta2O5(H2O)5 + 7 NH4F 
Ta2O5(H2O)5  →   Ta2O5 + 5 H2O
El óxido de tántalo puro natural se conoce como mineral tantita, aunque es extremadamente raro.

### De los alcóxidos
El óxido de tántalo se utiliza con frecuencia en electrónica, a menudo en forma de láminas delgadas. Para estas aplicaciones puede producirse mediante MOCVD (o técnicas relacionadas), que implica la hidrólisis de sus haluros volátiles o alcóxidos
Ta2(OEt)10 + 5 H2O → Ta2O5 + 10 EtOH
2 TaCl5 + 5 H2O → Ta2O5 + 10 HCl

## Usos

### En electrónica
El pentóxido de tántalo se utiliza en electrónica, sobre todo en condensadores de tántalo, debido a su elevado intervalo de banda y a su constante dieléctrica. Se utilizan en electrónica de automoción, teléfonos móviles y buscapersonas, circuitos electrónicos, componentes de película fina y herramientas de alta velocidad. En la década de 1990, creció el interés por el uso del óxido de tántalo como dieléctrico de alta k para aplicaciones de condensadores DRAM.
Se utiliza en condensadores metal-aislante-metal en chip para circuitos integrados CMOS de alta frecuencia. El óxido de tántalo puede tener aplicaciones como capa de captura de carga para memorias no volátiles. Existen aplicaciones del óxido de tántalo en memorias de conmutación resistiva.

### En óptica
Debido a su elevado índice de refracción, el Ta2O5 se ha utilizado en la fabricación del vidrio de lentes fotográficas También puede depositarse como revestimiento óptico, siendo sus aplicaciones típicas los revestimientos antirreflectantes y de filtros multicapa en el ultravioleta cercano al infrarrojo cercano.
También se ha descubierto que el Ta2O5 tiene un alto índice de refracción no lineal,del orden de tres veces el del nitiruro de silicio, lo que ha despertado el interés por la utilización del Ta2O5 en circuitos integrados fotónicos. El Ta2O5 se ha utilizado recientemente como plataforma material para la generación de supercontinuumy peines de frecuencia Kerren guías de onda y resonadores ópticos de anillo. Mediante la adición de dopantes de tierras raras en el proceso de deposición, se han presentado láseres de guía de ondas de Ta2O5 para diversas aplicaciones, como la teledetección y el LiDAR.